# Kumm
Kumm est un groupe roumain de rock alternatif, originaire de Cluj-Napoca, en Transylvanie. 
Le groupe effectue plusieurs changements de formation, le guitariste Eugen Nuțescu et le claviériste Kovács András étant le seuls premiers membres restants. Leur style est varié, oscillant entre rock progressif, jazz, etno, rock alternatif et rock indépendant.
Kumm tournera dans des pays comme l'Italie, l'Allemagne, la République tchèque et la Hongrie. Ils participeront à des festivals européens comme le Pepsi Sziget (en 2002 et 2008), Sárvár, 4+4 Days In Motion et Peninsula. En février 2014, Kumm compte au total six albums studio et huit vidéos.

## Biographie

### Débuts (1997–1999)
Kumm est formé par le guitariste Eugen Nuțescu (également appelé Oigăn) et le claviériste Kovács András, après la séparation de ses deux précédents groupes, Short Cuts et Talitha Qumi. Kovács forme un nouveau groupe, qui devait, à l'origine et musicalement parlant, mêler jazz, rock et etno, et demande à Oigăn de le rejoindre. Peu après, ils recrutent le saxophoniste Meier Zsolt (un ancien membre de Short Cuts), le batteur Pap Joco, et une fille nommée Cilu au chant. La première démo est enregistrée en décembre 1997. Quelques chansons (comme Listen to My Songs et Dancing On the Wires) réapparaissent sur leur premier album, et la version ré-enregistrée de la chanson Red Coffee est incluse dans leur troisième album, Angels and Clowns. Après la démo, Cilu décide de quitter le groupe.
En février 1998, le groupe est invité à jouer dans un club de Cluj, appelé Music Pub. À cette période, le groupe ne possédait aucun nom. Ils décident de se nommer Kumm, un jeu de mots (kumm signifie « sable » en tatar, et sa prononciation phonétique signifie « comment » en roumain). Leur premier concert notable prend place à Cluj et Timișoara (au StudentFest). En septembre, le groupe publie une démo, qui comprend sept chansons, intitulée Listen to My Songs (Don't Listen to My Words). Le 4 janvier 1999, le groupe est invité à jouer à Bucarest, au Lăptăria lui Enache. En mars la même année, après leur second concert au Lăptăria lui Enache, le groupe fait la rencontre de Ernesto (Mr. Scarecrow) Bianchi, qui deviendra plus tard leur agent artistique. Plus tard, Kumm sont invités à jouer en Hongrie dans un festival de rock alternatif à Sárvár ; ils effectuent aussi leur premier changement de formation : en avril, Pap Joco revient chez lui, Sfântu Gheorghe, et Meier Zsolt se joint au projet de Harry Tavitian, appelé Orient Express. Ils sont remplacés par le batteur temporaire Csergö Dominic (Domi) et le saxophoniste Petö Zoltán (Zoli) ; peu après, Domi remplace définitivement Joco.
À la fin de l'année, le groupe négocie avec le label Soft Records pour l'enregistrement d'un premier album.

### Moonsweat March(2000–2002)
En février 2000, Kumm passe trois semaines au studio Glas Transilvan à Cluj pour enregistrer leur premier album, intitulé Moonsweat March. L'album comprend dix chansons et une chanson bonus intitulée Ce și cum toutes chantées en roumain. Après avoir enregistré la phase d'enregistrement, le saxophoniste Meier Zsolt quitte le groupe et est remplacé par Petö Zoltán. Pendant l'enregistrement, Oigăn joue de la guitare et de la basse, mais est remplacé pendant les concerts par le bassiste Keresztes Levente.
Moonsweat March est officiellement publié en avril 2000. Il reçoit le prix du meilleur premier album de l'année 2000 du magazine Musical Report et est nommé dans catégorie de meilleur album alternatif aux Premiile industriei muzicale românești. En été, le groupe est invité à plusieurs festivals (comme à Sárvár, Hongrie). À la fin 2000, ils jouent au Posada Rock Festival et publient leur première vidéo, Ce și cum, qui est filmée par TVR2.
En mars 2001, Kumm compose un deuxième chanson en roumain, qui est plus tard incluse dans une compilation (publiée en juin la même année), qui comprend des chansons d'autres groupes de rock alternatif roumains comme Nightlosers, Luna Amară ou Implant Pentru Refuz. La chanson, qui et enregistrée en même temps que la nouvelle version de Marty, la quatrième chanson de l'album, est intitulée Șapte seri. Elle aura son propre clip qui atteindra la dixième place du classement MCM Romania. Cette même année, Kovács et Oigăn jouent quelques concerts avec Dan Byron sous le nom de Naked Lunch, reprenant des chansons de Led Zeppelin, Björk et Kumm. Kovács compose aussi et joue en direct Ithaca Dream. Plus tard, le groupe entre en studio en février 2002 pour enregistrer leur deuxième album studio.

### Confuzz(2002–2003)
Le deuxième album de Kumm, Confuzz (un jeu de mots entre confuz, mot roumain signifiant « confus »), est publié en juin 2002. Contrairement au premier album, Confuzz est principalement chanté en (roumain. Sur cet album, Kumm commence sa transition vers le rock alternatif, mais tout en gardant les influences ethno et y ajoutant des sonorités psychédéliques. Après cette sortie, le groupe démarre sa tournée promotionnelle ; ils jouent aussi divers festivals, comme le Days of Cluj, la Fête de la musique (Bucarest), et, en particulier le Pepsi Sziget. De plus, Csergö Dominic, Petö Zoltán, Oigăn et Byron participent à un jeu appelé Pâine, orbi și saxofoane, pour lequel ils écrivent de chansons. À la fin 2002, le groupe filme son troisième clip, pour la chanson 1000 de chipuri. Il est réalisé par Szakáts István and featured actor Sebastian Marina.
Pendant les premiers mois de 2003, les membres de Kumm s'impliquent dans d'autres projets. Kovács est invité à jouer sur le premier album de Luna Amară, Asfalt (sur la chanson Roșu aprins), et Byron et Domi forment un nouveau groupe appelé Urma, avec Mani Gutău au chant ; peu après, ils publient l'album Nomad Rhymes.
Au printemps, Moonsweat March et Confuzz sont distribués par le label français Musea Records. En avril, Kumm participe au Iuliu Merca Festival, reprenant pour la première fois la chanson Râul de Semnal M. À l'automne, ils signent au label italien Cramps Records. Peu après, le saxophoniste Petö Zoltán quitte le groupe et est remplacé par Mihai Iordache (ex-Sarmalele Reci, ex-Timpuri Noi). Le batteur Csergö Dominic se retire aussi un certain temps et est remplacé par Lorant Antal. Après ce changement de formation, le groupe entre en studio, pour enregistrer cinq chansons en anglais. Quatre d'entre elles sont intégrées dans l'EP Yellow Fever, officiellement publié le 5 décembre à Sala Palatului, de Bucarest. À la fin de l'année, ils filment leur quatrième vidéo, Butterflies,.

### Angels and Clowns(2004–2005)

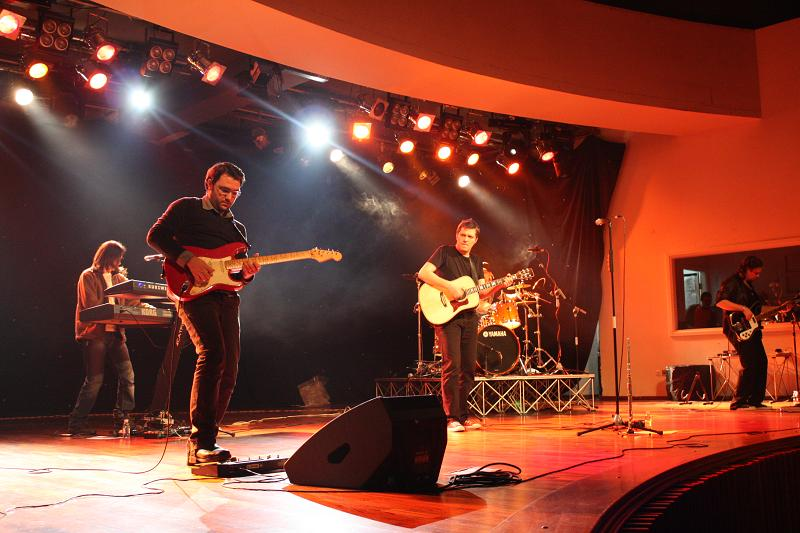
Dan Byron (au centre), chanteur de Kumm entre 2001 et 2005, jouant à Sarajevo.

Au début de 2004, Kumm termine de composer des chansons pour leur troisième album, Angels and Clowns. Le groupe passe son premier en studio. Cet album comprend la version en anglais de 1000 de chipuri, intitulée Million Faces (le groupe enregistrera aussi une version italienne intitulée Mille Facce), une nouvelle version de Dictionary, issue de leur premier album, avec Byron au chant. Angels and Clowns, la chanson-titre, est la première de Kumm à atteindre la première place des classemeents nationaux. À l'été 2004, le groupe joue en Italie pour la première fois. Au festival Gondola d'Oro à Venise, la chanson Mille Facce remporte le prix de meilleure chanson rock. Après leur retour en Roumanie, le bassiste Keresztes Levente décided d'abandonner la musique et de se consacrer à l'architecture. Le nouveau bassiste de Kumm, Uțu Pascu (Blazzaj/BAU) fait ses débuts avec le groupe au festival Stufstock. Peu après, le groupe quitte la Roumanie et tourne trois semaines en Italie.
En février 2005, Kumm publie officiellement Angels and Clowns, d'abord à Bucarest, puis dans les autres villes. Au printemps, ils jouent quatre semaines en Allemagne, où ils font la rencontre d'Anja Strub, qui deviendra plus tard leur agent artistique. Après avoir joué au festival Peninsula et au Stufstock, le groupe revient en Allemagne pour un autre concert, qui sera leur dernier avec Byron au chant, qui les quittera en septembre. Tentant de chercher un nouveau chanteur, les membres se consacrent, entretemps, à d'autres projets : Iordache participe au deuxième album de Luna Amară, Loc lipsă, sur la chanson Din valuri ard, et se concentre sur un projet de jazz, qui fait aussi participer Oigăn et Uțu Pascu, tandis que Csergö Dominic publie un nouvel album avec Urma, Anger as a Gift.
En novembre, Kumm est rejoint par l'actrice et chanteuse Cătălin Mocan, ex-Persona. Mocan confirme officiellement sa venue au sein de Kumm en janvier 2006.

### Different Parties(2006–2009)

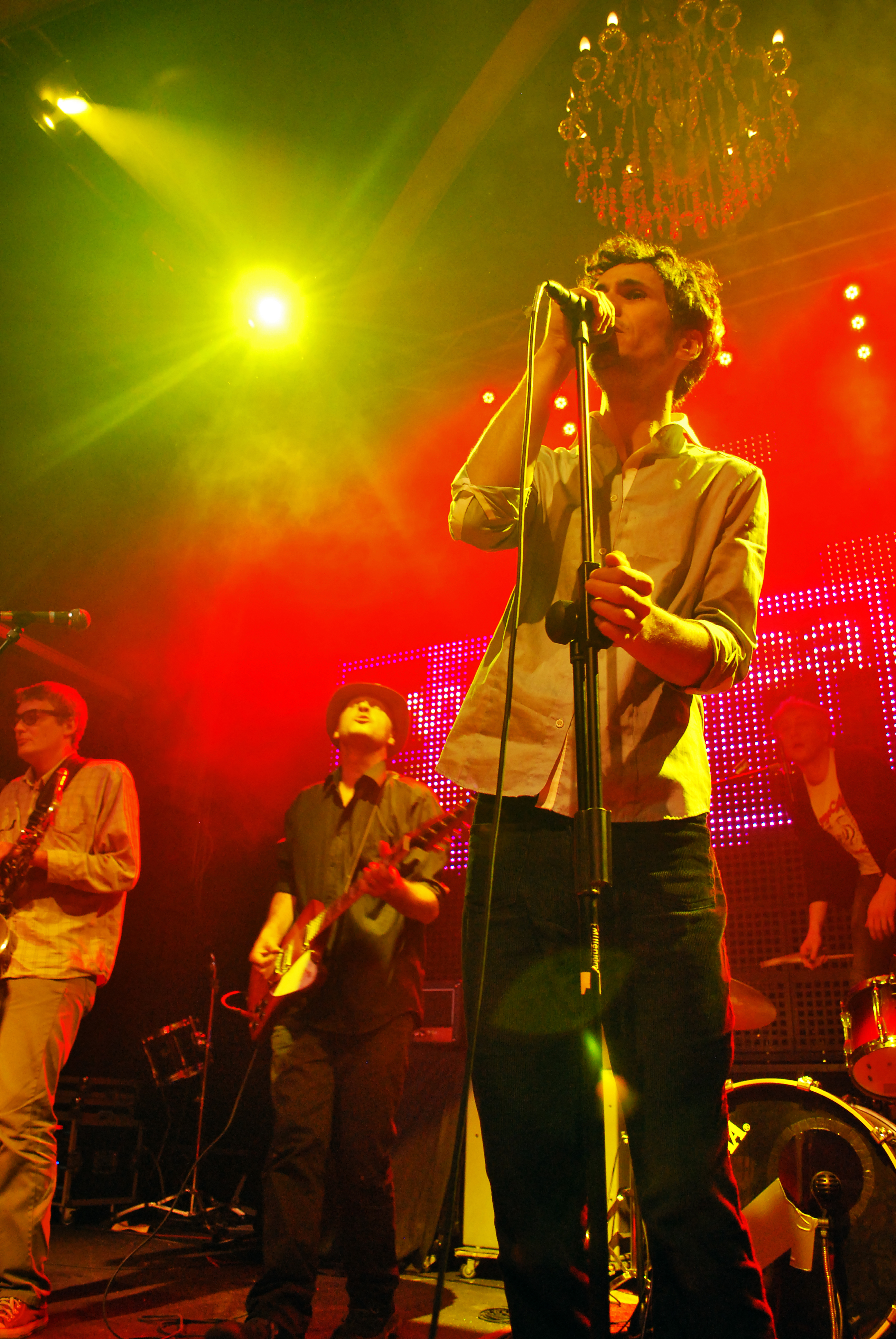
Kumm à Galele Studenţeşti au Silver Church, de Bucarest. De gauche à droite : Mihai Iordache, Oigăn, et Cătălin Mocan.

Les premiers concerts de Kumm avec leur nouvelle formation s'effectuent en janvier 2006. En mars et avril, le groupe entre en studio et enregistre un quatrième album, Different Parties. Il est considéré comme leur album le plus diversifié en date. Avant la sortie de l'album, le groupe effectue trois semaines de tournée et dix concerts après lesquels ils jouent à Timișoara, Arad et Oradea. Leur album est officiellement publié le 2 juin à Bucarest.
En mars 2007, après plusieurs concerts dans le pays, Kumm effectue sa troisième tournée allemande en trois semaines. Ils jouent à Berlin, Stuttgart, Ulm, Karlsruhe et Freiburg. Après leur retour en Roumanie, ils continuent de jouer dans différents pubs locaux, et participent en été 2007 à quelques festivals, comme la Fête de la musique, le Rock'n'Coke Festival, Școala Ardeleană Festival, Cramps Festival et le Peninsula. Le 29 octobre 2007, Kumm célèbre sa dixième année d'existence avec un concert au Romanian Opera, KUMM - 10 ani și 1000 de Chipuri. Ils invitent Luna Amară, Timpuri Noi, ZOB, Travka, Ada Milea et The MOOoD à y jouer. Chacun de ses groupes joueront une chanson de Kumm. Aussi à cette occasion, Kumm publie un coffret intitulé Lo-Fi Poetry, contenant chansons, images et enregistrements inédits. En décembre 2007, le bassiste Uțu Pascu quitte le groupe, et est remplacé en janvier 2008 par Sorin Erhan (Firma, Urma). Le 16 août 2008, Kumm joue au Sziget Festival, comme seul groupe roumain. Il s'agit de leur deuxième performance à Sziget.
Le 6 mars 2009, Oigăn publie Sex With Onions, son premier album solo, et, d'après lui, son dernier. Cette sortie est célébrée avec un concert à la Silver Church. Mihai Iordache, Csergö Dominic, Alexei « Alioșa » Țurcan (ex-Travka), Andrei Filip (Timpuri Noi, L'Orchestre de Roche, The Mono Jacks, RedRum) et Forrest (ZOB) y participent. L'album est bien accueilli, ,,. Le 12 mars 2009, Kumm est récompensé dans la catégorie meilleur rock par le magazine Actualitatea Muzicală.
Le 30 mai 2009, leur batteur Csergö Dominic quitte le groupe, et est remplacé par Paul Ballo (Go to Berlin, The Amsterdams). Plus tard, Oigăn explique comment ils ont choisi le batteur : « On a établi une liste de batteurs qu'on aimait, on l'a vu en concert, et après ça, avec la Mafia qui existe dans la scène musicale roumaine, où tout le monde connait tout le monde, on a réussi à avoir son numéro, on l'a rencontré dans un bar, fait une audition et on l'a sélectionné parce qu'il était talentueux et drôle. »

### Far From Telescopes(2009–2011)

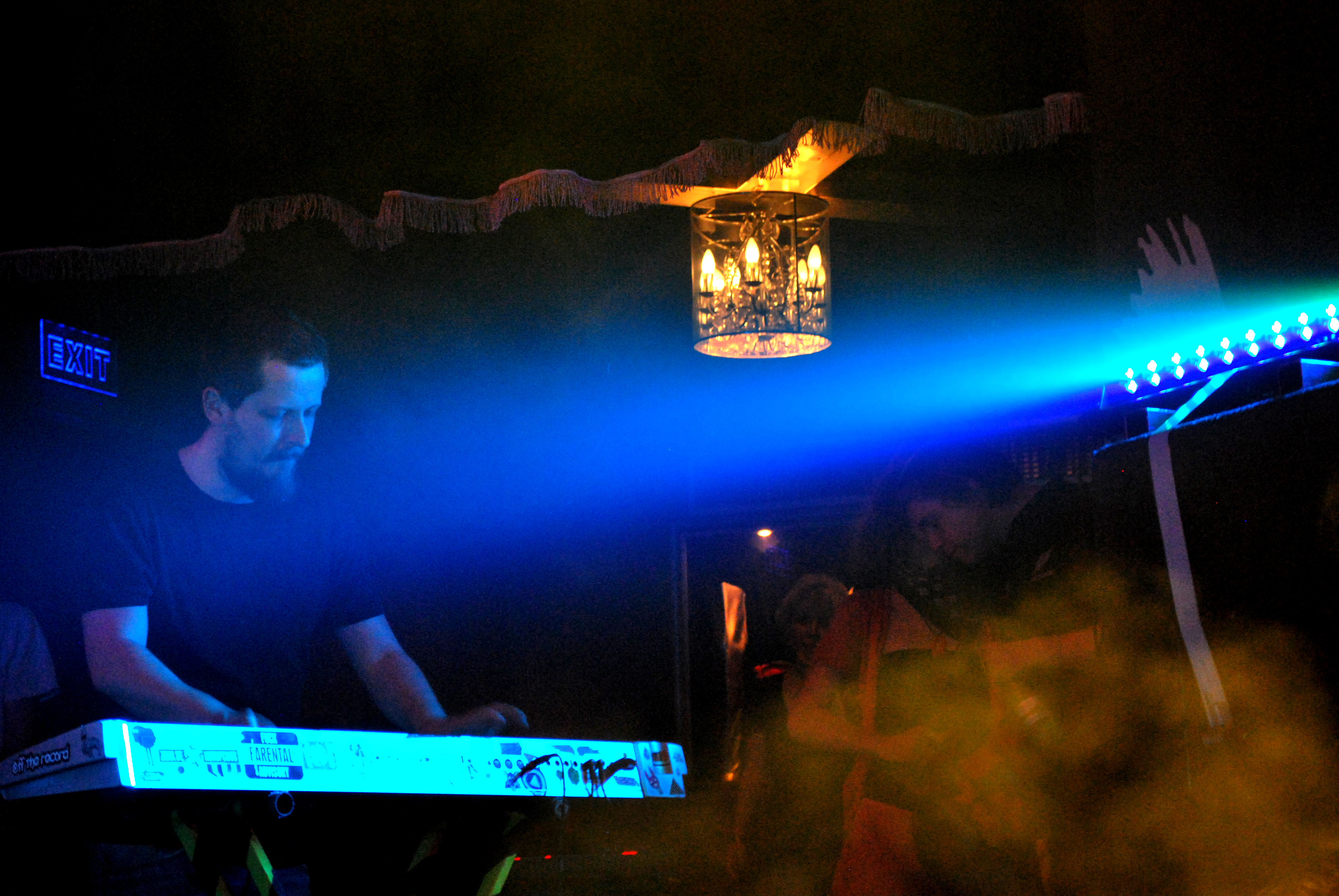
Kovács András de Kumm à la sortie officielle du clip Pop Song au Silver Church, à Bucarest.

Le 14 août 2009, Kumm publie le clip de la chanson Morsa pendant un concert à El Grande Comandante,. Le 22 octobre, le groupe annonce lors d'une conférence de presse à Clubul Țăranului Român la sortie de son cinquième album, Far From Telescopes qui se fera le 30 octobre 2009, au Silver Church Club de Bucarest.
Far From Telescopes est produit sous sa propre licence. Les enregistrements sont effectués au studio Vița de Vie avec Gabi « Pipa » Andrieș à l'ingénierie-son. Le mastering est fait au Mastervargas Studio, de New York. L'album est publié sur iTunes le 11 janvier 2010. Le titre est expliqué par Oigăn lors d'un entretien : « C'était difficile pour nous de trouver un titre. On a du repousser la sortie à plusieurs reprises, l'album a même failli ne pas être produit. À la fin, alors qu'on jouait des chansons lo-fi, Cătălin a chanté cette phrase, qu'on a immédiatement adoptée car elle représente à la fois le côte sérieux et le côté drôle de l'album. » L'album fait participer Rozie, une amie du groupe, sur la chanson Pink Baloon et le chœur d'enfants Meloritm sur Fishing in the Swimming Pool ; l'ancien chanteur, Byron, est aussi invité à jouer sur la chanson Mister Superman. Le groupe ajoutera aussi trois chansons lo-fi à l'album : Mister Superman, Bad Day et Fishing in the Swimming Pool. Les critiques sont unanimes. Far From Telescopes est « sans doute l'album le plus mature et professionnel de Kumm,. » En décembre, le premier single, Pop Song, atteint la première place de Radio Guerrilla.

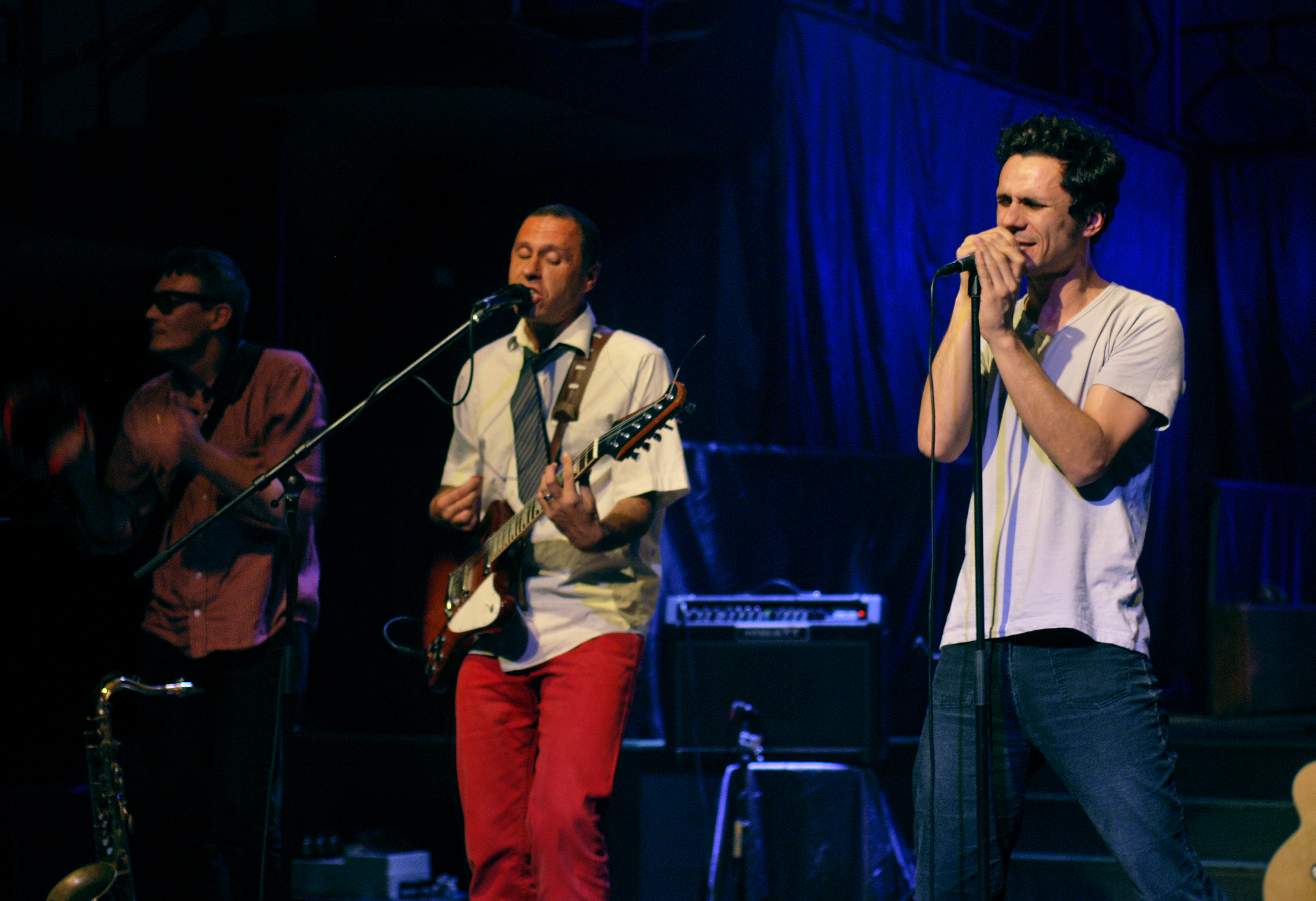
Kumm au Jukebox Club de Bucarest. De gauche à droite : Mihai Iordache, Oigăn, et Cătălin Mocan.

Au début de 2010, Kumm change de nouveau de formation. Le 17 février, ils annoncent le remplacement du bassiste Sorin Erhan par Alexandru Miu (Go to Berlin). Entretemps, Paul Ballo compose et publie Chroma, première chanson de son nouveau projet, Hot Casandra. En mars, leur chanson Police est diffusée sur Radio Guerrilla, atteignan la septième place du Top Show, puis la première place deux semaines plus tard. En avril, Paul Ballo et son ex-compagnon de Go to Berlin, Matei Țeposu, forme un nouveau groupe de musique électronique baptisé Trouble Is. Le 22 avril 2010, Kumm publie son sixième clip, Pop Song, à un concert organisé au club Silver Church de Bucarest,,. Le 25 septembre, le batteur Paul Ballo annonce sur Facebook son départ de Kumm. Il sera remplacé par John Ciurea (ex-Tep Zepi). Le 28 septembre, Kumm annonce le changement de formation sur Facebook et Twitter. Le premier concert avec leur nouveau batteur se déroule à Lăptăria lui Enache, le 2 octobre. En décembre 2010, Radio Guerrilla diffuse la chanson Beautiful Country, qui atteint par la suite la première place du Top Show.
En mars 2011, Kumm annonce le départ d'Alexandru Miu et le retour d'Uțu Pascu.

### A Mysterious Place Called Somewhere(2011–2014)

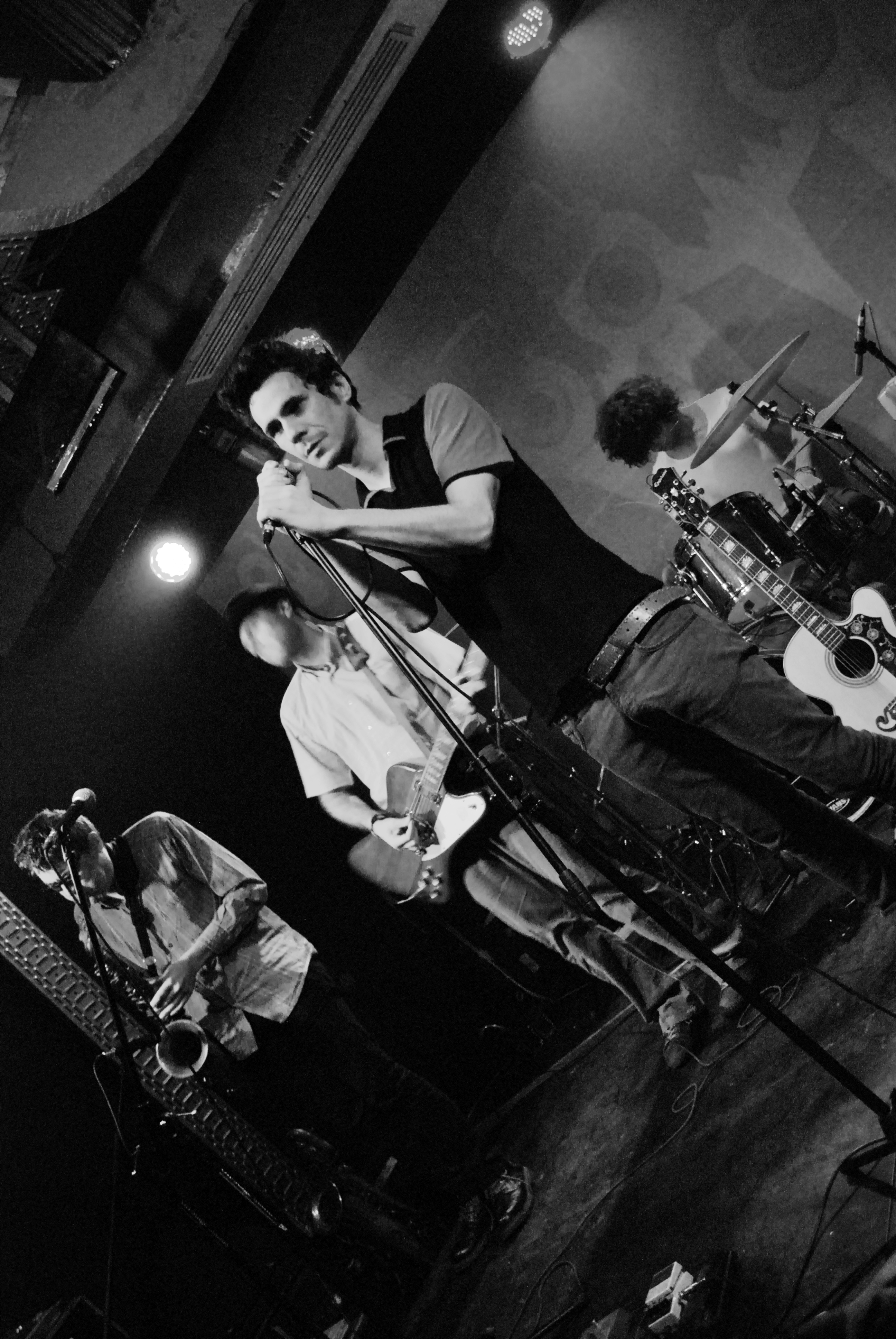
Cătălin Mocan (ici avec Kumm en 2010) quitte le groupe au début de 2013.

Le 3 juin 2011, le groupe publie une nouvelle chanson, Foul Play, pendant un concert au Clubul Ţăranului Român. La chanson est diffusée pour la première fois le 7 juin sur Radio Guerrilla. Foul Play est aussi lancé sur Internet, en téléchargement libre. En octobre 2011, le groupe tourne en Allemagne et en Suisse. En novembre, Kumm publie le single Eskimo, pendant une campagne appelée WHERE DO BROKEN HEARTS GO? By KUMM. La campagne débute avec un concours pour les fans, qui devaient envoyer la réponse à la question « Où vont les cœurs brisés ? », pour avoir la chance de remporter le prix offert par le groupe. Une tournée nationale suit peu de temps après.
En 2012, Kumm célèbre son 15e anniversaire avec la tournée Kumm 15 ani. Les premiers deux concerts sont organisés à Cluj (le 19 octobre, Flying Circus Pub) et à Bucarest (le 1er novembre, Silver Church). Les deux concerts dont participer Byron en ouverture ; les anciens membres de Kumm, Dan Byron et Csergö Dominic, sont invités. Le concert de Bucarest fait participer Mani Gutău d'Urma et Artanu,.
Le 22 janvier 2013, le groupe annonce sur Facebook le départ de leur chanteuse Cătălin Mocan et leur décision de continuer comme quintette, avec Oigăn au chant. Kumm confirme également un sixième album. Le premier concert après ce changement s'effectue au Flying Circus Pub, Cluj, le 1er février ; le groupe joue avec Călina Curticăpean au chant, et continue de tourner avec elle pendant un moment. Le 17 mai 2013, Kumm publie le clip Să nu spui nimănui, produit par Kovács András. La chanson fait participer Călina Curticăpean au chant, et est la première chantée en roumain depuis Morsa,. En été 2013, la jazz-woman Ana-Cristina Leonte se joint sur scène au groupe, en replacement de Curticăpean. Le 28 novembre, le groupe publie le clip One in a Million, réalisé par Vlad Gliga. Le 29 novembre 2013, Kumm est invité par Radio Guerrilla pour jouer à l'événement 9 concerte pentru 9 ani.
En décembre 2013, Oigăn publie le premier album de son nouveau projet, Moon Museum ; cette sortie s'accompagne d'un concert au J'ai Bistrot, de Bucarest.
Le 6 février 2014, Kumm publie son sixième album, A Mysterious Place Called Somewhere. Le concert se déroule au Tube de Bucarest, avec Dan Byron, Luiza Zan, Cristi Csapo de Grimus, Ana-Cristina Leonte et Călina Curticăpean. Le groupe effectue une tournée nationale en soutien à l'album ; la tournée comprend Timișoara, Oradea, Iași, Brașov, et Târgu Mureș. Les critiques sont généralement positives,. En avril 2014, la chanson Să nu spui nimănui est nommée dans la catégorie de meilleure chansons rock/indé aux One Air Music Awards. Kumm continue de tourner en avril et mai, visitant Baia Mare et Constanța. Le 16 juin, Kumm se concerte pendant la Guerrilive Radio Session de Radio Guerrilla, puis le 30 juin, ouvrent pour Billy Idol au Cluj-Napoca avec Les Eléphants Bizarres et RoadKillSoda.
En automne, Oigăn est confirmé comme nouveau bassiste pour Robin and the Backstabbers. Kumm continue ses concerts, jouant au Focus Festival (Sibiu) avec Omul cu Șobolani, Coma et Gojira et au FILIT (Iași).

### Pause (depuis 2015)
En janvier 2015, Kumm annonce son intention de célébrer ses 150 mois depuis la sortie de leur deuxième album, Confuzz, avec une mini-tournée nationale aux côtés de Dan Byron. La tournée débute en janvier, continue en février, et à pour destinations Bucarest, Cluj-Napoca, Iași et Galați.

## Membres

### Membres actuels
- Eugen Nuțescu (Oigăn) - guitare solo, chant, harmonica (depuis 1997)
- Kovács András - claviers (depuis 1997)
- Mihai Iordache - saxophone (depuis 2003)

### Anciens membres
- Meier Zsolt - saxophone (1997–1999)
- Pap Joco - batterie (1997–2000)
- Petö Zoltán - saxophone (2000–2003)
- Keresztes Levente - basse (2000–2004)
- Dan Radu (Byron) -  chant (2001–2005)
- Csergö Dominic - batterie (1999–2009)
- Sorin Erhan - basse (2008–2010)
- Paul Ballo - batterie (2009–2010)
- Alexandru Miu - basse(2010–2011)
- Cătălin Mocan - chant (2005–2013)
- Uțu Pascu - basse (2004–2008, 2011-2014)
- John Ciurea - batterie (2010–2015)

### Anciens membres de tournée
- Călina Maria Curticăpean - chant (2013)
- Ana-Cristina Leonte - vocals, violon (2013–2015)

## Discographie
- 2000 : Moonsweat March
- 2002 : Confuzz
- 2005 : Angels and Clowns
- 2006 : Different Parties
- 2009 : Far From Telescopes
- 2014 : A Mysterious Place Called Somewhere